# Et Expres-Giftermaal
Et Expres-Giftermaal er en dansk stumfilm fra 1917 med ukendt instruktør.

## Handling
Denne artikel mangler et handlingsreferat. Hjælp os med at skrive det.

## Medvirkende
- Nathalie Krause - Lizzi
- Poul Reumert - Paul, en letsindig og lystig gut
- Emanuel Larsen - Pauls rige onkel
- Victor Neumann - Den værste kreditor
- Ivar From